# محمد قاسم آسمایی
محمد قاسم آسمایی متولد سال۱۹۵۳میلادی نویسنده مترجم و تدوین کننده کتابهای دیجیتالی کتاب الکترونیک می‌باشد. وی در آغاز کارش نویسنده افسر آکادمی پولیس افغانستان بود. اکنون نویسنده مسول وبگاه انتشارات راه پرچم، مترجم و تدوین کننده و باز تایپ کتابهای بیرون مرزی افغانستان می‌باشد. کتاب تلک خرس از پر شهرت‌ترین کتاب آن است. افغانها اورا ناشر کتابهای دیجتالی می‌شمارند.

## پیشنه
محمدقاسم آسمایی در یک خانوادهٔ دهقان کم زمین در ولایت وردک به دنیا آمده؛ تحصیلات ابتدایه را در مکتب جمال مینه کابل و متوسطه وعالی را در لیسهٔ غازی فراگرفت و شامل آکادمی پولیس افغانستان گردید. وی در ادارات گوناگون ایفای وظیفه نموده است. قبلاً برای موصوف هیچ فرصتی برای نوشتن کتاب در افغانستان میسر نبود. وی در سال ۱۹۹۲ مجبور به مهاجرت شدو از سال ۲۰۰۴ میلادی بدینسو در کشور دانمارک مقیم گشت و درین سال‌ها به ترجمه و تدوین کتاب؜های دیجیتالی در مورد افغانستان می‌پردازد. ‏اسمایی به اساس شناخت و شهرت که در جامعهٔ افغانستان دارد بیشتر با مسائل سیاسی داخل مملکت درگیر و درتماس می‌باشد و کتاب‌های وی همه سیاسی می‌باشد.

## کتابهای قاسم اسمایی
- . تلک خرس یا حقایق پشت پرده جهاد افغانستان نوشته محمد یوسف و مارک ادکین انگلیسی تدوین دیجتالی محمد قاسم آسمایی
- . مسول وبگاه انتشارات را پرچم
- . مواد مخدر یا تروریسم پنهان نوشته قاسم اسمایی
- . کلکسیسون جریده خلق منتشر قاسم آسمایی
- . اردو و سیاست نوشته جنرال نبی عظیمی بازتاب و تدوین دیجتالی محمد قاسم آسمایی
- . کتاب از معیاد تا هرگز نوشته اصف باختری بازتاب و تدوین دیجتالی محمد قاسم آسمایی
- . سرباز خاموش مرد در پشت جهاد افغانستان نویسنده دگروال یوسف پاکستانی تدوین دیجتالی محمد قاسم آسمایی
- . کتاب برگی چند از نهفته‌های تاریخ در افغانستان مؤلف کتاب: خالد صدیق چرخی باز تایپ و تدوین دیجیتال: قاسم آسمایی
- . یاداشتهای سیاسی و رویداد تاریخی بازتاب و تدوین دیجتالی محمد قاسم آسمایی
- . سگ همسایه نوشته نبی عظیمی تدوین دیجتالی محمد قاسم آسمایی
- . مشعل مجموعه دیجتال ماهانه مدیر مسول مصطفی روزبه تدوین دیجتالی محمد قاسم آسمایی
- . طامات تا به چند و خرافات تا به کی نویسنده: شادروان سترجنرال محمدنبی عظیمی باز تایپ و تدوین دیجیتال: قاسم آسمایی
- . کتاب «شب‌خون افغان» نوشتهٔ لیدی سل ترجمه میر عبدالرشید بیغم باز تایپ و تدوین دیجیتال: رفیق قاسم آسمایی
- . کتاب برگ‌های از تاریخ معاصر ما نویسنده سردار محمد رحیم (شیون کابلی) ترجمه: غلام سخی غیرت بازتایپ و تدوین دیجیتال: رفیق قاسم آسمایی
- . تحکیم حزب و پیوند آن با خلق» تایپ و دیجیتال سازی: قاسم آسمایی
- . کتاب ندا خلق نوشته فاسم اسمایی
- . دها کتاب دیگر

## ترجمه‌های قاسم آسمایی
- . تلک خرس یا حقایق پشت پرده جهاد در افغانستان» نوشته محمدیوسف و مارک ادکین ترجمه محمدقاسم آسمایی
- . ‏گِل برای درمسال»، نوشته جمعه خان صوفی ترجمه محمد قاسم آسمایی. ‏
- . داستان «جهاد افغانستان یا «پروژه طالب سازی» ‏افغانستان» راوی مطلب: کرنیل امام کارمند اداره استخباراتی پاکستان. نویسنده احمد رضوان تارر، ترجمه قاسم آسمایی

## موخذ
- . کتاب تلک خرس نوشته نوشته یوسف و مارک ادکن ترجمه به فارسی تدوین و ترتیب قاسم آسمایی در وبگاه اصالت

- . مواد مخدر یا تروریسم پنهان نوته قاسم آسمایی

- . کتاب برگ‌های از تاریخ معاصر ما نویسنده سردار محمد رحیم (شیون کابلی) ترجمه: غلام سخی غیرت بازتایپ و تدوین دیجیتال قاسم آسمایی

- . کتاب از معیاد تا هرگز نوشته واصف باختری مرحوم نوشته تدوین و ترتیب قاسم آسمایی

- . سرباز خاموش نوشته مارک ادکن ترجمه محمد عارف رفعت تدوین و دیبجتالً اسم آسمایی

- . کتاب مجموعه سال اول ماهنامه مشعل مدیر مسول مصطفی روزبه تدوین دیجیتال قاسم آسمایی دربارهٔ ماهنامهٔ مشعل و نقش تاریخی آن

- . طامات تا به چند و خرافات تا به کی نویسنده مرحوم سترجنرال محمدنبی عظیمی باز تایپ و تدوین دیجیتال قاسم آسمایی

- . سنگ شریر همسایه نوشته نوشته نبی عظیمی تدوین دیجتالی قاسم اسمایی

- . کتابهای که قاسم آسمایی نوشته یا تدوین تدویر و نشر دیجتالی نموده است.

- . کتاب مدا خلق نوشته قاسم آسمایی در ویبگاه رایگان کلوب و جرو یک

- .کتاب افغانستان در استراتیژی هند و پاکستان - محمد ولی / محمد قاسم آسمایی]در وبگاه آریایی